# Momenti (album Julio Iglesias)
Momenti è un album in italiano di Julio Iglesias, pubblicato nel 1982 su etichetta CBS.
L'album, prodotto da Ramón Arcusa, contiene in tutto 10 brani. Tra questi figurano il brano che dà il titolo all'album, ovvero Momenti (Momentos, che porta anche la "firma" di Tony Renis) e Sono un vagabondo.)
I testi in italiano portano la "firma" di Gianni Belfiore.

## Tracce

### Lato A
1. Sono un vagabondo – 4:01 (testo: Gianni Belfiore – musica: Ramón Arcusa - Manuel de la Calva  - Julio Iglesias)
2. La donna che voglio – 4:06 (testo: Giovanni Belfiore – musica: Fernán Martínez - Rafael Ferro - Julio Iglesias)
3. Bella bella – 3:27 (testo: Giovanni Belfiore – musica: Daniel Ramos)
4. Momenti – 3:33 (Ramón Arcusa -  Julio Iglesias - Tony Renis)
5. Amor, Amor, Amor – 3:20 (testo: Giovanni Belfiore – musica: Gabriel Ruíz)

### Lato B
1. Nathalie – 3:54 (Ramón Arcusa - Julio Iglesias)
2. Se l'amore se ne va – 3:48 (testo: Giovanni Belfiore – musica: Fernán Martínez - Ramón Arcusa - Julio Iglesias)
3. Venezia a settembre (versione italiana di "Begin the Beguine") – 4:38 (testo: Giovanni Belfiore – musica: Cole Porter)
4. Avanti tutta (No soy de aquí) – 3:36 (testo: Giovanni Belfiore – musica: Facundo Cabral)
5. Arrangiati amore – 3:18 (testo: Giovanni Belfiore – musica: Ángel Cabral - Enrique Dizeo)

Durata totale: 19:14